# Комић-Град
Комић је средњовјековни град у Републици Српској подигнут на неприступачном терену недалеко од Хан Пијеска код села Заграђе, у општини Милићи. Град је припадао српској племићкој породици Павловић и представљао је један од њихових граничних градова. Турци су га заузели и порушили 1463. године. 

## Положај и одлике
Комић се налази нешто сјевероисточније од Хан Пијеска у Краљевој Гори. Саграђен је на тешко приступачном терену у облику неправилног петоугла. Да би додатно отежали приступ тврђави, неимари су изградили самоталне зракасте бедеме који штите прилаз граду, на источној, западној и јужној страни.  Тврђава је датирана у касни средњи вијек.

## Галерија
- Остаћи зида
- Поглед са тврђаве